# Evento di Bond

Variazioni della temperatura dell'Olocene in base a differenti ricostruzioni. Il periodo più recente è a destra.

Gli eventi di Bond sono eventi collegati al trasporto di frammenti rocciosi da parte degli iceberg staccatisi dalle calotte ghiacciate nella parte settentrionale dell'Oceano Atlantico.
Sono stati identificati otto di tale eventi, che si ipotizza siano collegati a fluttuazioni climatiche nell'Olocene.
Inizialmente Bond propose una periodicità di circa 1 500 anni, che ora invece è stimata in circa 1 000 anni.
Gli eventi di Bond nell'Olocene sono gli equivalenti degli eventi di Dansgaard-Oeschger nel Pleistocene.

## Scoperta

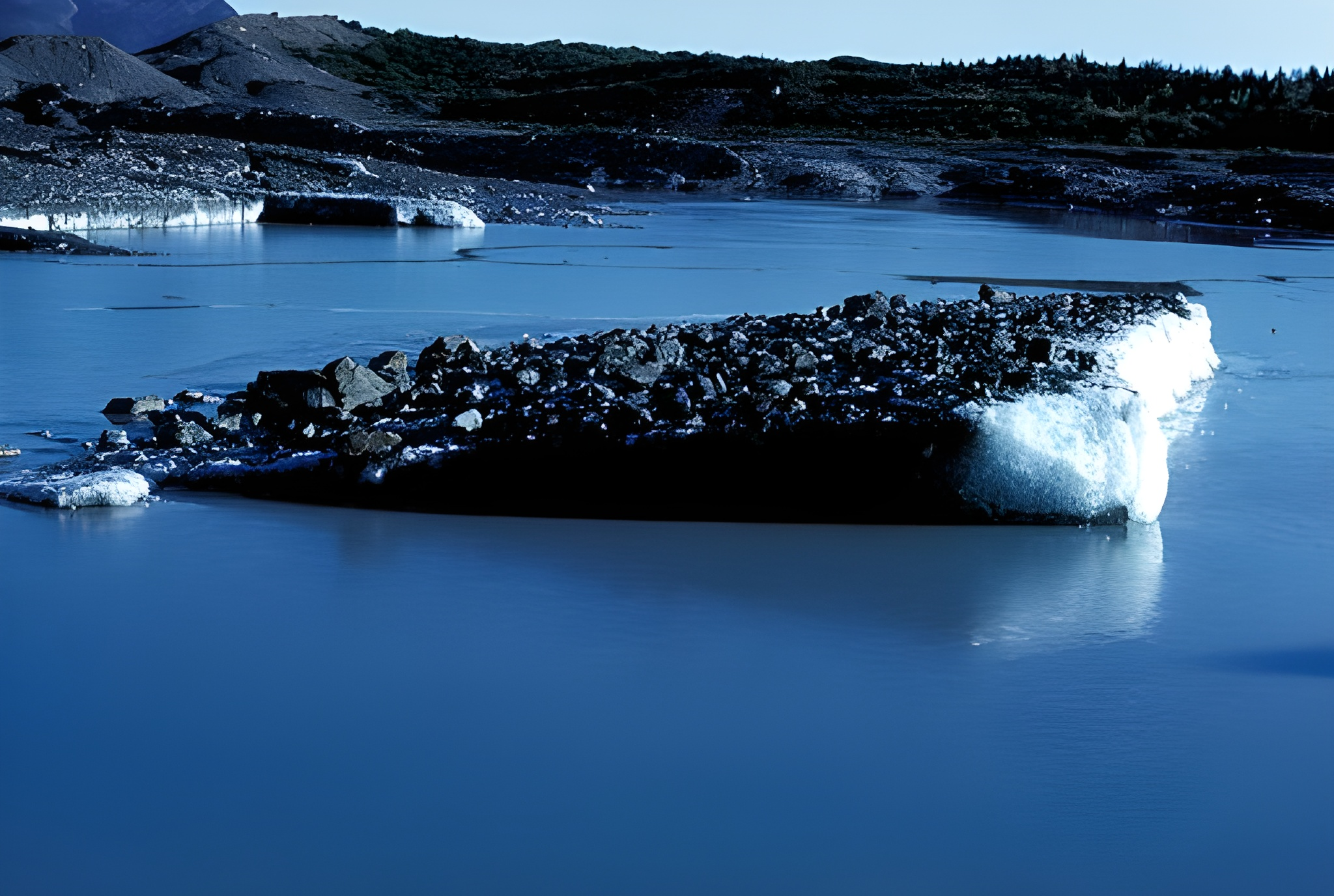
Gli iceberg possono trasportare detriti rocciosi che si depositano sul fondale marino in seguito alla fusione del ghiaccio.

Gerard C. Bond del Lamont–Doherty Earth Observatory alla Columbia University, è l'autore principale di una pubblicazione del 1997 che postulava la teoria di un ciclo climatico di 1470 anni nel tardo Pleistocene e nell'Olocene, basandosi principalmente su tracce petrologiche lasciate sul fondo del mare dagli iceberg alla deriva nel Nord Atlantico.
Studi successivi hanno mostrato che le tracce trovate forniscono scarso supporto per una periodicità di 1 500 anni, ritenuta un artificio statistico. Con le successive pubblicazioni sulla Greenland Ice Core Chronology 2005 (GICC05) per la carota di ghiaccio del North GRIP, divenne chiaro che anche gli eventi di Dansgaard-Oeschger non mostrano questo schema.
Gli eventi collegati al trasporto di materiale roccioso con gli iceberg nel Nord Atlantico, sono in correlazione con episodi di basso livello delle acque nei laghi delle regioni medio atlantiche negli USA, con la debolezza dei monsoni asiatici negli ultimi 9 000 anni, e anche con eventi di inaridimento nel Medio Oriente negli ultimi 55 000 anni (che sono sia eventi di Heinrich che eventi di Bond).
Per ragioni non ancora chiarite, il solo evento di Bond nell'Olocene che ha un chiaro segnale di temperatura nelle carote di ghiaccio della Groenlandia è l'evento di 8 200 anni fa.

## Eventi

Gli eventi di Bond

La maggior parte degli eventi non ha un chiaro segnale climatico; alcuni corrispondono a periodi di raffreddamento, ma altri coincidono invece con l'inaridimento in alcune regioni.
| Numero | Tempo (BP) | Tempo (a.C, AD) | Note                                                                                                 |
| ------ | ---------- | --------------- | --- |
| 0      | ≈ −0.5 ka  | ≈ 1500 AD       | Piccola era glaciale                                                                                 |
| 1      | ≈ −1.4 ka  | ≈ 600 AD        | Invasioni barbariche del V secolo, Piccola antica era glaciale                                       |
| 2      | ≈ −2.8 ka  | ≈ 800 a.C.      | |
| 3      | ≈ −4.2 ka  | ≈ 2200 a.C.     | Evento climatico 4,2 ka BP. Collasso dell'Impero di Akkad e fine dell'Antico Regno in Egitto.        |
| 4      | ≈ −5.9 ka  | ≈ 3900 a.C.     | Si riforma il deserto del Sahara attorno al 3500–3000 a.C., dopo la fine del Periodo umido africano. |
| 5      | ≈ −8.2 ka  | ≈ 6200 a.C.     | Evento climatico 8,2 ka BP                                                                           |
| 6      | ≈ −9.4 ka  | ≈ 7400 a.C.     | Evento di Erdalen di attività glaciale in Norvegia; evento freddo in Cina.                           |
| 7      | ≈ −10.3 ka | ≈ 8300 a.C.     | |
| 8      | ≈ −11.1 ka | ≈ 9100 a.C.     | transizione dal Dryas recente al periodo Boreale.                                                    |